# كاندي (مدينة)
كاندي وعرفها المسلون باسم الخندق (بالسنهالية: මහ නුවර، بالتاميلية: கண்டி) هي مدينة في وسط سريلانكا. وهي عاصمة المحافظة الوسطى لسريلانكا ومنطقة كاندي. يعتبر وادي كاندي منطقة زراعية استوائية، يزرع فيه الشاي. تأسست كاندي في القرن الرابع عشر. بلغ عدد سكانها 110049 في عام 2001. وهي من أكثر المناطق في سريلانكا ذات مناظر خلابة، وهي من مواقع التراث العالمي.
| \| أصول سكان في كاندى (2007) \| أصول سكان في كاندى (2007) \| أصول سكان في كاندى (2007) \| أصول سكان في كاندى (2007) \| أصول سكان في كاندى (2007) \| \| ------------------------- \| ------------------------- \| ------------------------- \| ------------------------- \| ------------------------- \| \| سكان \| سكان \| \| النسبة المئوية \| النسبة المئوية \| \| سنهالين \| سنهالين \| \| 70.48% \| 70.48% \| \| سري لانكا مورز \| سري لانكا مورز \| \| 13.93% \| 13.93% \| \| سريلانكا تاميل \| سريلانكا تاميل \| \| 8.57% \| 8.57% \| \| سريلانكا هنود تاميل \| سريلانكا هنود تاميل \| \| 4.77 \| 4.77 \| \| Others \| Others \| \| 2.26% \| 2.26% \| |                     |  |                |                |
| أصول سكان في كاندى (2007) |                     |  |                |                |
| سكان | سكان                |  | النسبة المئوية | النسبة المئوية |
| سنهالين | سنهالين             |  | 70.48%         | 70.48%         |
| سري لانكا مورز | سري لانكا مورز      |  | 13.93%         | 13.93%         |
| سريلانكا تاميل | سريلانكا تاميل      |  | 8.57%          | 8.57%          |
| سريلانكا هنود تاميل | سريلانكا هنود تاميل |  | 4.77           | 4.77           |
| Others | Others              |  | 2.26%          | 2.26%          |

## التسلية والترفيه
الفيلة في Esala Perahera
كاندي تفعل أشياء كثيرة لقضاء وقت الفراغ والترفيه في المدينة. كاندي تحظى بشعبية كبيرة بسبب الموكب السنوي المعروف باسم Esala Perahera، في أي واحد من الصناديق الداخلية المستخدمة لتغطية الأسنان بقايا بوذا يؤخذ في موكب ضخم في شوارع المدينة. يؤخذ هذا النعش على توسكر الملكي. يتضمن موكب الراقصات التقليدية والطبول وحاملي راية محافظات كاندي المملكة القديمة، وNilame (وضع القيمين على المعابد) يرتدون ملابسهم التقليدية وحاملي الشعلة وكذلك الفيل مكسي بشكل رائع. هذا الحفل الذي يقام سنويا في شهري يوليو أو أغسطس، يجذب الحشود الكبيرة من جميع أنحاء البلاد والعديد من السياح الأجانب أيضا.
كاندي سيتي سنتر هو مجمع تجاري وتسوق جديد في Dalada Veediya. هو مجمع تجاري الأكثر حداثة في سري لانكا. رصع المجمع مع ميزات حديثة جدا، وتتضمن أيضا العمارة التقليدية كاندي خلال فترة العصور الوسطى من سري لانكا. وسط المدينة وتستضيف العديد من البنوك الرائدة، سوبر ماركت مجهزة تجهيزا كاملا والمطاعم الحديثة، منطقة الترفيه، دولة مصممة بشكل جيد من الغذاء المحكمة الفن ومحلات بيع الكتب الرائدة في سري لانكا، والنباتات وموقع ayurweda. هناك موقف للسيارات على مستوى خمسة خارج تلك هي أكبر موقف للسيارات في كاندي .

## الأدب والسينما والتلفزيون
وقتل كثير من 1984 فيلم انديانا جونز ومعبد الموت في كاندي

## الطبخ
كاندي لديها مجموعة mdest من المطاعم، فضلا عن وفرة من الحلويات. وهناك مجموعة من المأكولات متاح، بما في ذلك السريلانكية والهندية والصينية والأوروبية وبعض مطاعم الوجبات السريعة متعددة الجنسيات مثل بيتزا هت وكنتاكي.

## موسيقى
أعطى كاندي الولادة وحتى الزي الجرونج رائدة المذعور أبناء الأرض، التي كانت أول فرقة روك للخروج من تل رأس المال. كاندي هو أيضا معقلا للعصابات معدنية سوداء مثل "منبوذة وفاة" "يائس الأمل" وبعض التهيج شرائح معدنية مثل "لعنة القديمة" و"أرسنال .

## وصلات خارجية
- الموقع الرسمي
- Elephant on street in Kandy